# Magnus Henriksson
Magnus Henriksson, tidigast omnämnd 1148, död 1161, var dansk furste och kung av Sverige 1160–61, son till den danske prinsen Henrik Skadelår (av Estridska ätten) och Ingrid Ragnvaldsdotter, barnbarn till den svenske kungen Inge den äldre (stenkilska ätten).
Magnus gifte sig med sin styvsyster Birgitta (även kallad Brigida), som var utomäktenskaplig dotter till kung Harald Gille, i det andra av hennes tre äktenskap. Han tog makten 1160 genom att överfalla och döda Erik den helige. Han skall enligt Snorre Sturlasson haft sin bror Ragnvald Henriksson som jarl. Redan påföljande år blev han själv besegrad och dödad i slaget vid Örebro och efterträddes av motståndarsidans ledare Karl Sverkersson. 
Enligt Bengt R. Jansson dödades Erik först 1162, vilket skulle komplicera Magnus ställning i historien som svensk kung.
Magnus och Birgitta hade inga kända barn.
Enligt Nils Ahnlund, som även citerar Sture Bolin om det, tyder mycket på att gravstenen på ett monument i Vreta kloster över kung Magnus Nilsson, hans fars kusin, egentligen avser denne kung Magnus och att hans grav finns någonstans inom klostret. Magnus skall då, liksom hans bror Ragnvald, ha donerat jord till klostret. Gravkoret uppkallat efter Magnus Nilsson är emellertid troligen familjegrav åt riddaren Magnus Bengtsson den äldre (död 1263) eller dennes sonson Magnus Bengtsson den yngre.